# Перевицкий Торжок
Перевицкий Торжок — деревня в Фруктовском сельском поселении Луховицкого района Московской области. Население по данным 2006 года 287 человек.
Деревня находится вблизи реки Оки рядом с местом, где в Оку впадает река Вобля. Село расположено на правом высоком берегу реки Оки. Деревня известная — она имеет древнюю историю, связанную с городом Перевитском.

## История

### Перевитск (древняя история)

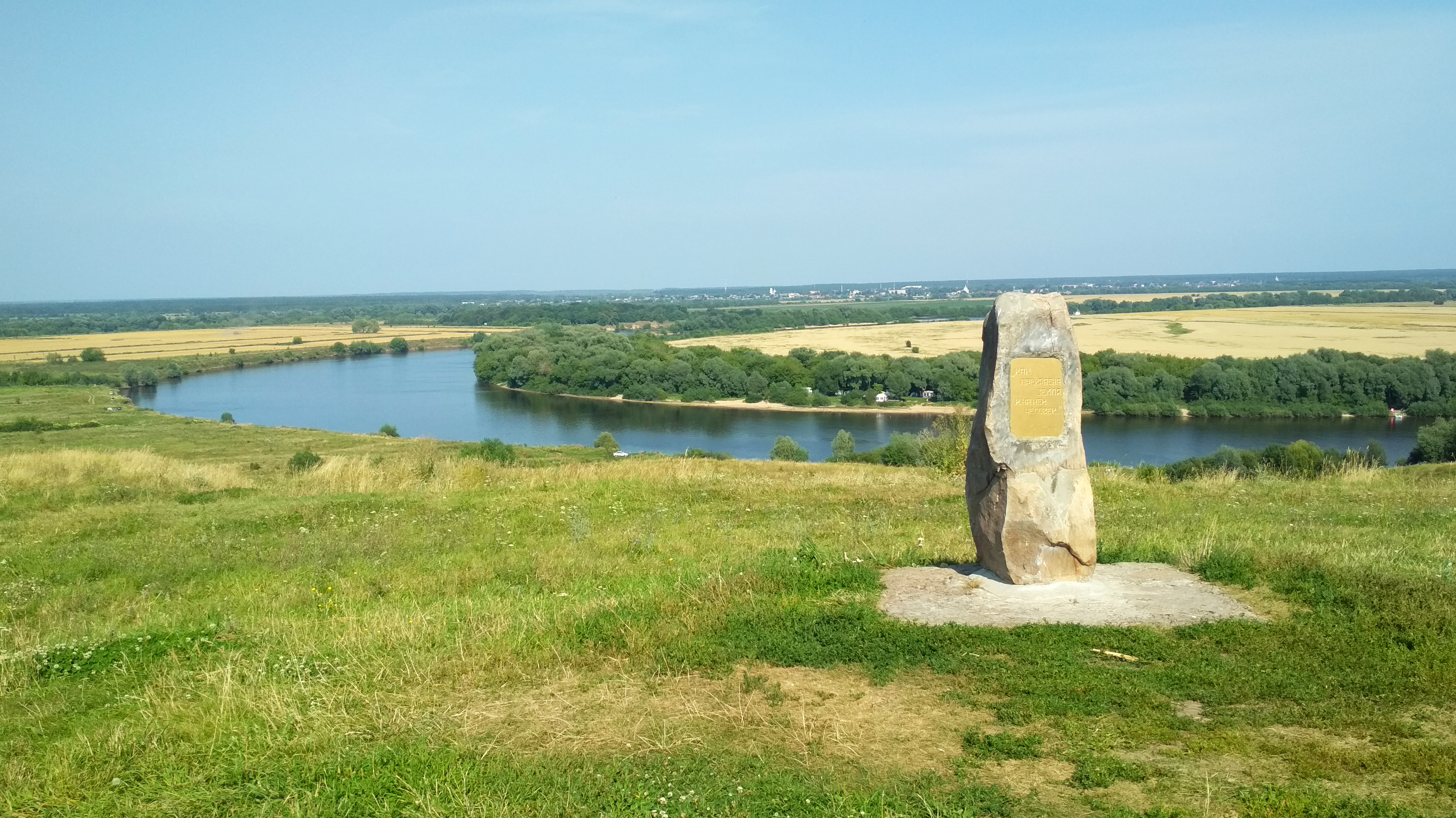
Бастанова гора — место древнего Перевитска

Также раньше на месте деревни существовал древний город Перевитск. Город упомянут в Воскресенской Никоновской летописи, при описании событий XIV века. В 1496 году город перешёл к рязанскому князю Фёдору Васильевичу, но он отказался от него в пользу Московского князя. А позже во времена Ивана Грозного в 1551 году город был свезён вниз по Оке использовался для постройки крепости Свияжска.
Старший научный сотрудник сектор прикладного языкознания Института языкознания РАН, доктор филологических наук Юлиана Юрьевна Гордова писала в 2019 году, что место уничтоженного Перевитска в источниках XVI в. называется Перевицким Городищем
[Писцовые книги Рязанского края XVI в. / ред. В. Н. Сторожев. 2-е изд.
Т. 1. Вып. 1. Рязань, 1996, С. 165]. Рядом с ним — Перевицкая чернопосацкая земля, Перевицкий посад, или Перевитцк на посаде [Там же, 165, 175, 178]. Позднее здесь возникает деревня Перевицкий Торжок (Гордова, 2019: 98).

### Перевитский Торжок (дореволюционная история)
Деревня относилась к Зарайскому уезду Рязанской губернии. Деревня называлась Перевитский Торжок или Торжок Перевитский. Считается, что это посад города Перевитска, который развился и пережил сам город и его кремль. Этот посад упоминается в писцовых книгах Перевитского стана Рязанского уезда Московского государства.
Название Перевитский Торжок впервые упоминается в 1790 году. Название скорее всего происходит от основного занятия жителей — торговли. Есть и другая версия происхождения названия — может быть это устоявшееся название самого посада, которое носит описательный характер как «торг Перевитска».

### Перевицкий Торжок (современная история)
Зарайский уезд Рязанской губернии просуществовал до января 1929 года, потом Перевицкий Торжок был в составе вновь образованного Луховицкого района Центрально-Промышленной области (с 3 июня 1929 года Московская область).
До образования Фруктовского сельского поселения в 2004 году, деревня относилась Фруктовскому сельскому округу Луховицкого района Московской области с центром в посёлке Фруктовая.

### Окрестности
Рядом с деревней находилось село Полянки, сейчас там находится урочище Полянки. В Полянках была церковь, которая в советское время была разрушена.

## Достопримечательности
- Церковь в Полянках
- Остатки стен Перевитска и остатки поселения (культурный слой)
- Церковь Преображения Господня
- Остатки Троицкой Перевитской пустыни

## Улицы
В поселении существуют следующие улицы:
- Центральная улица
- Школьная улица
- Садовая улица
- Санаторная улица

## Расположение
- Расстояние от административного центра поселения — посёлка Фруктовая
  - 2 км на север от центра посёлка
  - 4 км по дороге от границы посёлка
- Расстояние от административного центра района — города Луховицы
  - 15 км на юго-восток от центра города
  - 15 км по дороге от границы города (по Новорязанскому шоссе и далее через Врачово и Врачово-Горки)
  - 18 км по дороге от границы города (через Красную Пойму, Двуглинково и Озерицы)

## Транспорт
- Автобус
- Ж/д станция Фруктовая 1,5 км

## Население
| 2002 | 2006 | 2010 |
| ---- | ---- | ---- |
| 287  | →287 | ↗291 |